# Recours constitutionnel subsidiaire

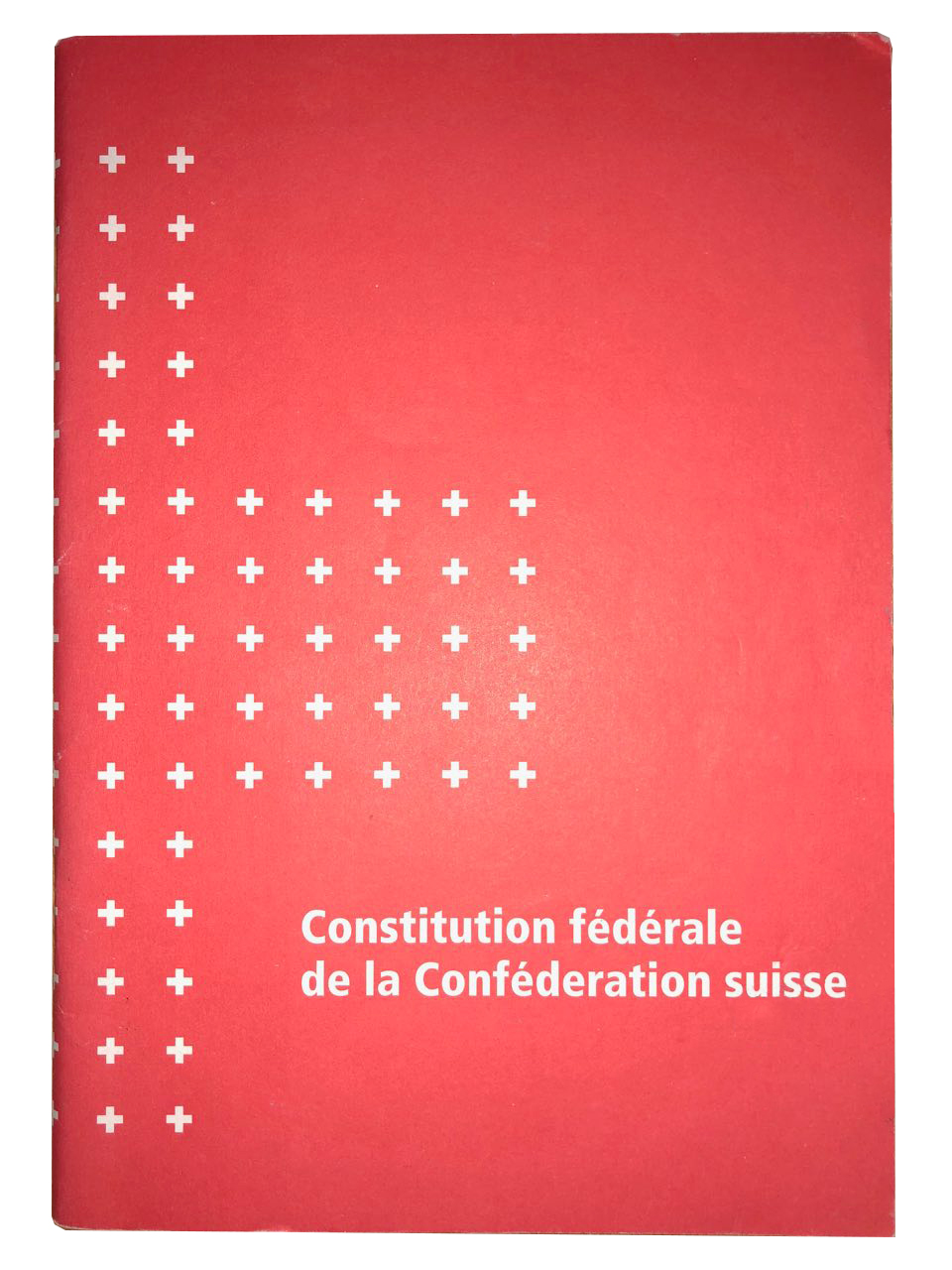
Le recours constitutionnel subsidiaire permet la défense des droits fondamentaux.

Le recours constitutionnel subsidiaire est une voie de recours au Tribunal fédéral suisse. Il est dit subsidiaire car il n'est possible de l'utiliser que si la voie principale, dit recours « unifié », n'est pas accessible. 
Le recours constitutionnel subsidiaire vise à garantir le respect des droits fondamentaux pour tous les justiciables : il n'est possible d'y faire valoir que la violation de droits constitutionnels. 

## Conditions de recevabilité
En tant que partie à la procédure cantonale, le recourant doit prouver qu'il dispose d'un intérêt juridique à la modification ou l'annulation de la décision (art. 115 LTF). Selon l'art. 116 LTF, le recours constitutionnel subsidiaire n'est ouvert qu'en violation des droits constitutionnels. Le recourant est tenu de motiver de façon suffisamment détaillée ses griefs (art. 117 et 106 al. 2 LTF), d'indiquer quel droit droit constitutionnel est violé et expliquer en quoi cette atteinte constitue une violation.

## Procédure
Les règles procédurales des recours unifiés s'appliquent par analogie au recours constitutionnel (art. 117 LTF).

### Bases légales
- Constitution fédérale de la Confédération suisse (Cst.) du 18 avril 1999 (état le 1er janvier 2020), RS 101.
- Loi sur le Tribunal fédéral (LTF) du 17 juin 2005 (état le 1er janvier 2019), RS 173.110.